# Boye
Boye léase Bó-Ye (en chino simplificado, 博野县; pinyin, Bóyě xiàn) es un condado bajo la administración directa de la ciudad-prefectura de Baoding. Se ubica en la provincia de Hebei, este de la República Popular China. Su área es de 331 km² y su población total para 2010 fue más de 200 mil habitantes.

## Administración
El condado de Boye se divide en 7 pueblos que se administran en 3 poblados y 4 villas.